# Keir O'Donnell
Keir O'Donnell (Sydney, 8 de novembro de 1978) é um ator australiano-americano. Conhecido por seu trabalho em filmes de comédia como Wedding Crashers e Paul Blart: Mall Cop.

## Primeiros anos
Seu pai é australiano de ascendência irlandesa e sua mãe é inglesa. Ele cresceu no subúrbio de St. Ives, do lado de fora de Sydney. Quando tinha oito anos de idade, ele e sua família se mudaram para Harvard, Massachusetts, Estados Unidos. Tem um irmão chamado Patrick, 18 meses mais velho. Seu nome é de origem gaélica e se traduz "Little Dark One" (é pronunciado para rimar com "cerveja").

## Carreira
O'Donnell cursou o ensino médio na Escola Bromfield em Harvard, Massachusetts. A Escola Bromfield tem um departamento de teatro de renome e ele estava envolvido em numerosas produções no circuito de festivais e no teatro comunitário. Em 1996, ele foi premiado com uma Bolsa da Guilda Interina de Drama da Escola de Massachusetts. Depois de sua formatura, ele entrou para a primeira turma do recém-criado conservatório de teatro clássico de quatro anos atuando na Hartt School, em Hartford, Connecticut. A Hartt School foi criada por Malcolm Morrison e Rust Alan. Na Hartt School ele atuou em inúmeras peças, incluindo Three Sisters, Lysistrata, Twelfth Night, Philadelphia Here I Come, e também no famoso Romeu e Julieta oposto a Hannah Mello, fundador da B.Mello Productions. Ele se formou em 2000 e foi prontamente aceito no prestigiado Hartford Stage Regional de Teatro, sob a tutela de Michael Wilson. Lá, ele apareceu em Macbeth e A Christmas Carol.
No início de 2001, ele se mudou para Los Angeles para prosseguir os trabalhos no cinema e na televisão. No outono de 2001, ele foi escalado como uma liderança na estreia dos Estados Unidos de "The Man Who Never Yet Saw Woman's Nakedness" por Moritz Rinke, no Teatro Odisséia no oeste de Los Angeles. As performances foram produzidas em colaboração com o Instituto Goethe. Ele foi bem recebido e se tornou um "Pick of the Week", no LA Weekly.

## Filmografia
| 2002 | Disconnected              | Disconnected             |
| 2002 | Splat! (Aka In Your Face) | Todd Jarvis              |
| 2004 | Starkweather              | Bob Von Buch             |
| 2004 | Lost                      | Thomas                   |
| 2005 | Wedding Crashers          | Todd Cleary              |
| 2006 | The Break-Up              | Date (Paul)              |
| 2007 | After Sex                 | David                    |
| 2007 | Flakes                    | Stuart                   |
| 2007 | What We Do Is Secret      | Chris Ashford            |
| 2007 | Noise                     | Chris Ashford            |
| 2007 | Dead Box                  | Tucker                   |
| 2008 | Pathology                 | Ben Stravinsky           |
| 2008 | Amusement                 | The Laugh                |
| 2009 | Paul Blart: Mall Cop      | Veck Sims                |
| 2009 | Civil                     | Higgins                  |
| 2009 | Taking Chances            | Digger Morris            |
| 2009 | The Mother of Invention   | Tears of a Child Villain |
| 2010 | The Runaways              | Rodney Bingenheimer      |
| 2010 | When in Rome (2010)       | Padre                    |
| 2010 | Complacement              | Thomas                   |
| 2012 | Free Samples              | Danny                    |
| 2013 | A Cause of You            | Eliot                    |
| 2014 | American Sniper           | Jeff Kyle                |
| 2020 | Segredos do Passado       | Greg Raco                |